# 賈雷四冰原島峰
71°38′S 36°0′E / 71.633°S 36.000°E
賈雷四冰原島峰（英語：Jare IV Nunataks），是南極洲的冰原島峰，位於毛德皇后地的哈拉爾王子海岸，處於加斯頓德熱爾拉什山東北面6公里，在1960年10月7日由比利時探險隊發現，現時由南極條約體系管理。